# Arrondissement Saint-Omer
Das Arrondissement Saint-Omer ist eine Verwaltungseinheit des Départements Pas-de-Calais in der französischen Region Hauts-de-France. Unterpräfektur ist Saint-Omer.

## Wahlkreise
im Arrondissement liegen fünf Wahlkreise (Kantone):
- Kanton Aire-sur-la-Lys (mit 3 von 17 Gemeinden)
- Kanton Fruges (mit 27 von 52 Gemeinden)
- Kanton Longuenesse
- Kanton Lumbres (mit 36 von 60 Gemeinden)
- Kanton Saint-Omer

## Gemeinden
| 1. Acquin-Westbécourt (62008)          | 2. Affringues (62010)                 | 3. Aire-sur-la-Lys (62014)           | 4. Alquines (62024)              |
| 5. Arques (62040)                      | 6. Audincthun (62053)                 | 7. Audrehem (62055)                  | 8. Avroult (62067)               |
| 9. Bayenghem-lès-Éperlecques (62087)   | 10. Bayenghem-lès-Seninghem (62088)   | 11. Beaumetz-lès-Aire (62095)        | 12. Bellinghem (62471)           |
| 13. Blendecques (62139)                | 14. Bléquin (62140)                   | 15. Boisdinghem (62149)              | 16. Bomy (62153)                 |
| 17. Bonningues-lès-Ardres (62155)      | 18. Bouvelinghem (62169)              | 19. Campagne-lès-Wardrecques (62205) | 20. Clairmarais (62225)          |
| 21. Clerques (62228)                   | 22. Cléty (62229)                     | 23. Coulomby (62245)                 | 24. Coyecques (62254)            |
| 25. Delettes (62265)                   | 26. Dennebrœucq (62267)               | 27. Dohem (62271)                    | 28. Ecques (62288)               |
| 29. Elnes (62292)                      | 30. Enquin-lez-Guinegatte (62295)     | 31. Éperlecques (62297)              | 32. Erny-Saint-Julien (62304)    |
| 33. Escœuilles (62308)                 | 34. Esquerdes (62309)                 | 35. Fauquembergues (62325)           | 36. Febvin-Palfart (62327)       |
| 37. Fléchin (62336)                    | 38. Hallines (62403)                  | 39. Haut-Loquin (62419)              | 40. Helfaut (62423)              |
| 41. Heuringhem (62452)                 | 42. Houlle (62458)                    | 43. Journy (62478)                   | 44. Laires (62485)               |
| 45. Ledinghem (62495)                  | 46. Leulinghem (62504)                | 47. Longuenesse (62525)              | 48. Lumbres (62534)              |
| 49. Mametz (62543)                     | 50. Mentque-Nortbécourt (62567)       | 51. Merck-Saint-Liévin (62569)       | 52. Moringhem (62592)            |
| 53. Moulle (62595)                     | 54. Nielles-lès-Bléquin (62613)       | 55. Nordausques (62618)              | 56. Nort-Leulinghem (62622)      |
| 57. Ouve-Wirquin (62644)               | 58. Pihem (62656)                     | 59. Quelmes (62674)                  | 60. Quercamps (62675)            |
| 61. Quiestède (62681)                  | 62. Racquinghem (62684)               | 63. Rebergues (62692)                | 64. Reclinghem (62696)           |
| 65. Remilly-Wirquin (62702)            | 66. Renty (62704)                     | 67. Roquetoire (62721)               | 68. Saint-Augustin (62691)       |
| 69. Saint-Martin-lez-Tatinghem (62757) | 70. Saint-Martin-d’Hardinghem (62760) | 71. Saint-Omer (62765)               | 72. Salperwick (62772)           |
| 73. Seninghem (62788)                  | 74. Serques (62792)                   | 75. Setques (62794)                  | 76. Surques (62803)              |
| 77. Thérouanne (62811)                 | 78. Thiembronne (62812)               | 79. Tilques (62819)                  | 80. Tournehem-sur-la-Hem (62827) |
| 81. Vaudringhem (62837)                | 82. Wardrecques (62875)               | 83. Wavrans-sur-l’Aa (62882)         | 84. Wismes (62897)               |
| 85. Wisques (62898)                    | 86. Wittes (62901)                    | 87. Wizernes (62902)                 | 88. Zouafques (62904)            |
| 89. Zudausques (62905)                 |                                       |                                      |                                  |

## Neuordnung der Arrondissements 2017

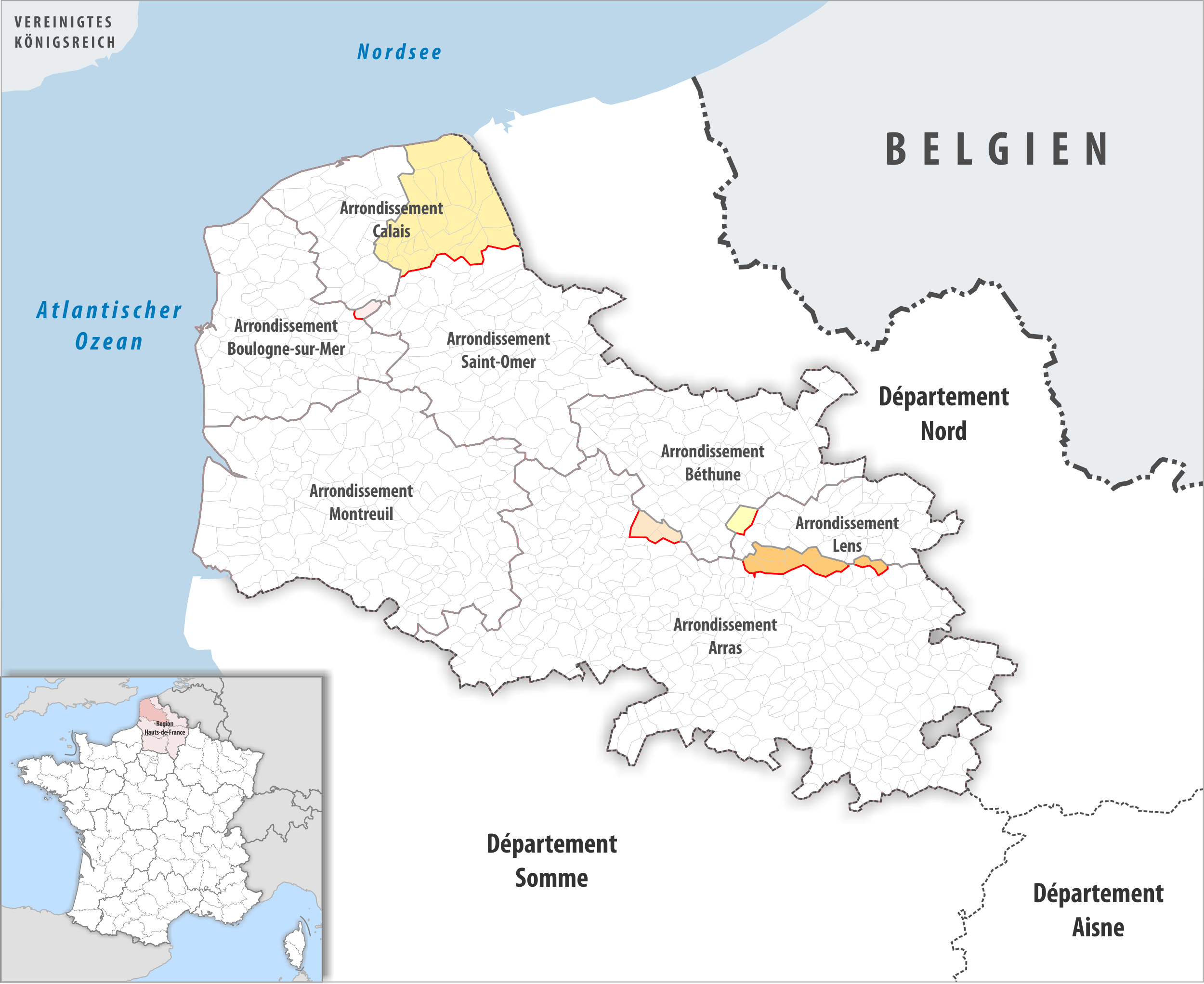
Arrondissementsanpassungen im Jahr 2017

Durch die Neuordnung der Arrondissements im Jahr 2017 wurde die Fläche der 23 Gemeinden Ardres, Audruicq, Autingues, Balinghem, Brêmes, Guemps, Landrethun-lès-Ardres, Louches, Muncq-Nieurlet, Nielles-lès-Ardres, Nortkerque, Nouvelle-Église, Offekerque, Oye-Plage, Polincove, Recques-sur-Hem, Rodelinghem, Ruminghem, Saint-Folquin, Saint-Omer-Capelle, Sainte-Marie-Kerque, Vieille-Église und Zutkerque aus dem Arrondissement Saint-Omer dem Arrondissement Calais zugewiesen.

## Ehemalige Gemeinden seit der landesweiten Neuordnung der Kantone
bis 2016:
Enguinegatte, Enquin-les-Mines
bis 2015:
Clarques, Herbelles, Inghem, Rebecques, Saint-Martin-au-Laërt, Tatinghem